# Benedikt Büchse
Benedikt Büchse (21. března 1808 Filipov – 25. února 1887 Krásná Lípa) byl římskokatolický kněz a spisovatel působící ve Šluknovském výběžku.

## Život a dílo
Na kněze byl vysvěcen 3. srpna 1833. Poté kněžsky působil ve Šluknovském výběžku. Jako římskokatolický duchovní byl duchovním správcem také v Srbské Kamenici, odkud vydal dílo: Abhandlung im Geiste der Schluß-Predigt, welche den 16. September 1839, am Montage nach der hundertjährigen Jubeloctav der Kamnitzer Kapelle in Gegenwart der Windisch-Kamnitzer Prozession gehalten wurde: nebst einem vierfachen Anhange, které vyšlo v roce 1844. Od roku 1855 se stal farářem v Krásné Lípě a v této funkci působil až do své smrti v roce 1887.